# Cantonul Langon
Cantonul Langon este un canton din arondismentul Langon, departamentul Gironde, regiunea Aquitania, Franța.

## Comune
- Bieujac
- Bommes
- Castets-en-Dorthe
- Fargues
- Langon (reședință)
- Léogeats
- Mazères
- Roaillan
- Saint-Loubert
- Saint-Pardon-de-Conques
- Saint-Pierre-de-Mons
- Sauternes
- Toulenne